# Irina Rîngaci
Irina Rîngaci (n. 23 august 2001, Sărățica Veche, raionul Leova, Republica Moldova) este o sportivă moldoveană, luptătoare în stil lupte libere. În 2021, ea a câștigat două medalii de aur la proba de 65 kg femei: la Campionatul mondial de la Oslo, cât și la Campionatul european de la Varșovia. Este prima campioană mondială la lupte din istoria Republicii Moldova.

## Carieră
În 2018, s-a poziționat pe locul 4 la proba 57 kg femei de lupte libere la Jocurile Olimpice de tineret de la Buenos Aires. În 2019, a câștigat o medalie de bronz la proba 62 kg femei la Campionatul mondial de lupte U23 desfășurat la Budapesta.
În 2020, Rîngaci a câștigat medalia de argint la proba 65 kg femei la Campionatul mondial individual de lupte, care a avut loc la Belgrad. În martie 2021, ea a concurat la Turneul European de Calificare de la Budapesta, cu intenția de a se califica la Jocurile Olimpice de vară din 2020 de la Tokyo. A participat în mai 2021 la Turneul Mondial de Calificare Olimpică desfășurat la Sofia, dar nu a reușit să se califice la Jocurile Olimpice. Ulterior, în aceeași lună, a câștigat medalia de aur la proba sa la Campionatul european de lupte U23 din 2021 de la Skopje. A reușit aceeași performanță la Campionatul mondial de lupte pentru juniori din 2021 (Ufa, Rusia).

### Performanțe notorii
| An   | Eveniment            | Loc                | Rezultat | Probă              |
| ---- | -------------------- | ------------------ | -------- | ------------------ |
| 2021 | Campionatul european | Varșovia, Polonia  | aur      | lupte libere 65 kg |
| 2021 | Campionatul mondial  | Oslo, Norvegia     | aur      | lupte libere 65 kg |
| 2022 | Campionatul european | Budapesta, Ungaria | 1        | lupte libere 68 kg |
| 2022 | Campionatul mondial  | Belgrad, Serbia    | 3        | lupte libere 68 kg |
| 2023 | Campionatul european | Zagreb, Croația    | 2        | lupte libere 65 kg |
| 2023 | Campionatul mondial  | Belgrad, Serbia    | 3        | lupte libere 68 kg |
| 2024 | Campionatul european | București, România | 3        | lupte libere 65 kg |